# Liptód
Liptód (németül: Litowr) község Baranya vármegyében, a Bólyi járásban.

## Elnevezései
A település német neve Litowr, míg horvátul két alak használatos: az erdősmárokiak egy része által használt Litoba és a lánycsókiak némelyike által használt Liptov.

## Fekvése
Pécsváradtól délkeletre, Bólytól északra, Mohácstól északnyugati irányban fekszik.
A szomszédos települések: észak felől Maráza, északkelet felől Erdősmecske, kelet felől Kisnyárád, délkelet felől Babarc, dél felől Versend, délnyugat felől Máriakéménd, északnyugat felől pedig Szellő.

### Megközelítése
Zsáktelepülés, közúton csak Babarc érintésével érhető el, az 57-es főútról észak felé letérve, a központjáig vezető 56 113-as számú mellékúton.
.

## Története
Egyike azon településeknek, amelyeket Szent István király adományozott 1015-ben a pécsváradi apátságnak. A falu nevét 1220 körül Likytowt alakban írták.
A török hódoltságig szinte csak magyarok lakták, majd az 1690-es években pásztorkodó horvátok is letelepedtek itt. Később, a 18. század derekától, a Duna menti svábok betelepítésével megváltozott a falu etnikai összetétele. Ettől az időponttól a lakosság döntő részét a német etnikum adta, 2001-ben viszont a lakosságnak már csak 35,8%-a vallotta magát németnek.
A falun átvezet a sárga- és zöldtúra útvonala.

## Közélete

### Polgármesterei
- 1990–1994: Kriegshauser Jánosné (független)[6]
- 1994–1998: Kriegshauser Jánosné (független)[7]
- 1998–2002: Kriegshauser Jánosné (független)[8]
- 2002–2006: Pfeiffer Tibor (független)[9]
- 2006–2010: Pfeiffer Tibor (független)[10]
- 2010–2014: Pfeiffer Tibor (független)[11]
- 2014–2019: Heilmann Mária (független)[12]
- 2019–2024: Heilmann Mária (független)[13]
- 2024– : Englert Róbertné (független)[1]

## Népesség
A település népességének változása:
| Lakosok száma | 211  | 217  | 203  | 183  | 195  | 175  | 186  | 177  |
|               | 2013 | 2014 | 2015 | 2019 | 2021 | 2022 | 2023 | 2024 |

A 2011-es népszámlálás során a lakosok 94,3%-a magyarnak, 2,8% cigánynak, 1,4% horvátnak, 50,7% németnek, 0,5% szlováknak mondta magát (1,9% nem nyilatkozott; a kettős identitások miatt a végösszeg nagyobb lehet 100%-nál). A vallási megoszlás a következő volt: római katolikus 70,6%, református 3,3%, görögkatolikus 0,5%, evangélikus 0,5%, felekezeten kívüli 10,9% (14,2% nem nyilatkozott).
2022-ben a lakosság 75,4%-a vallotta magát magyarnak, 37,1% németnek, 0,6% cigánynak, 0,6% horvátnak, 1,7% egyéb, nem hazai nemzetiségűnek (15,4% nem nyilatkozott; a kettős identitások miatt a végösszeg nagyobb lehet 100%-nál). Vallásuk szerint 44% volt római katolikus, 0,6% református, 0,6% evangélikus, 0,6% görög katolikus, 1,7% egyéb keresztény, 8,6% felekezeten kívüli (44% nem válaszolt).

## Nevezetességei
- Római katolikus temploma 1788-ban épült.
- 2006-ban átadták a felújított „Fiatalok Háza” ifjúsági klubot, a 4,5 millió forintba került kulcsosházat.
- Kálvária-kápolna a temető felett
- Kék pohár túraútvonal a pincesoron
- Lókúti-pihenőhely (Liptódtól északra kb.1 km-re található Maráza irányában a zöld sáv jelzésű turistaúton. Cserkészek táborozóhelye.)
- Liptódpusztai-völgy (Megközelíthető a sárga sáv jelzésű turistaúton.)
- Istvánkúti-pihenő (Szép erdei pihenőhely a Liptódpusztai-völgyben az István-kút mellett.)